# ササナック
ササナック（Sassenach）は、スコットランド人により使われる、イングランド人またはローランド人を指す言葉である。ゲール語で元々「サクソン」を意味するSasunnachに由来する。現代のスコットランドにおいては"Sasannach"と綴る。スコットランド語またはスコットランド英語の話者からは親しみや軽蔑の言葉として使われる。『オックスフォード英語辞典』には1771年の版より英単語として記載されている。
アイルランド語でイングランド人を意味するササナハ（Sasanach）も同じ起源を持ち、ウェールズ語で英語とイングランドのものを意味する語はSaesnegとSaesnigで同様である。これらの語は蔑称ではない通常の使い方がされるが、アイルランド語とウェールズ語でのみ使われる。